# Тиміш Олесіюк
Тиміш Гнатович Олесіюк (21 лютого 1895, Довголіска, Підляшшя — 11 вересня 1978, Лос-Анджелес) — український громадсько-політичний діяч, дипломат.

## Життєпис
Народився 21 лютого 1895 року в селі Довголіска на Підляшші. Отримав освіту в університетах Варшави, Ростова, Харкова і Праги. Титул докторату з медицини здобув у Празькому університеті.
З 1917 по 1918 рік був членом Центральної Ради від Холмсько-Підляської фракції. Після служби в лавах Армії УНР, був призначений помічником комісара освіти у північно-західних українських землях.
У 1919—1920 роках був членом Української дипломатичної місії у Варшаві. Брав участь у переговорах з урядами Польщі, Кубані і Донського Козацтва.
Брав активну участь в житті Українських студентських організацій. Співробітник військового-наукового та літературного журналу — «Табор». Був головою Української Федерації Студентів-Емігрантів у Польщі в 1920—1922 роках і членом-засновником Центрального Союзу Українського Студентства у Празі — 1923 рік.
У 1945—1947 роках був членом екзильного уряду УНР і членом-засновником Українського Національно-Державного Союзу в період від 1949 до 1952 року. Також був активним членом ОбВУА у Лос-Анджелесі, Каліфорнія.
Під час наукової кар'єри, був членом Українського Наукового Інституту у Варшаві в 1930-х роках, пізніше НТШ і УВАН в США.
Працював лікарем на Підляшші у 1932—1944 роках, в Нью-Йорку 1949—1951 і штаті Техас від 1951 до 1963 року. Належав до Американської Медичної Асоціації і Українського Лікарського Товариства Північної Америки. Автор численних наукових книг, праць і статей.
Помер 11 вересня 1978 року у Лос-Анджелесі, похований на українському православному цвинтарі в Баунд-Бруку, штат Нью-Джерсі — 16 вересня 1978.
Дружина — Тамара Олесіюк, донька Марина Олесіюк-Приходько, обидві поховані на цвинтарі в Баунд-Брук, син Андрій — лікар американської армії у відставці, помер в літаку 2022 року у Лос-Анджелесі.